# Храм Буллит-Баба
Индуистский храм, называемый Буллит-Баба или Ом-Банна, расположен на автомобильной трассе NH 62 между индийскими городами Джодхпур и Пали, в 12 километрах от последнего. Посвящён Ом Сингх Ратору — наследнику влиятельной раджпутской семьи из деревни Чотила, находящейся неподалёку. 5 мая 1988 года Ом-Банна (молодой господин Ом) в возрасте 24 лет погиб в этом месте, врезавшись на мотоцикле в дерево на краю дороги.
Согласно легенде, поздним вечером Ом Сингх Ратор возвращался нетрезвым домой на своём мотоцикле Royal Enfield Bullet и, не справившись с управлением, насмерть разбился о дерево. Его друг Нарпат Сингх, сидевший сзади, покалечился, но выжил. Мотоцикл упал в канаву, пока наутро его не забрали в полицейский участок. На следующий день мотоцикл исчез и был вновь обнаружен на месте аварии. Его снова увезли, слив с него бензин и приковав запертой на замок цепью. Это однако не помешало мотоциклу на следующее утро опять очутиться в той же канаве. Несколько раз мотоцикл пытались эвакуировать, однако каждую ночь он чудесным образом возвращался на место гибели Ом-Банны.
Индусы стали поклоняться священному мотоциклу и его хозяину, воздвигнув святилище, ставшее известным как Буллит-Баба. Сам мотоцикл помещён в стеклянный короб на бетонном постаменте, перед которым расположен алтарь и небольшая скульптура Ом-Банны. Путники останавливаются здесь, чтобы помолиться о спокойном и безопасном путешествии, подносят цветы, сласти, благовония и маленькие бутылочки с алкоголем. Священное дерево, ставшее причиной смерти Ом-Банны, обильно украшено ожерельями и разноцветными лентами.
Со временем святой Ом-Банна стал покровителем всех байкеров. В храме появился постоянный священнослужитель, поддерживается вечный огонь, в который проливается теперь жертвенное виски. Развилась туристическая инфраструктура, вокруг храма появились сувенирные лавки и кафе. Традиционным стал ежегодный фестиваль со своими уникальными ритуалами поклонения новому божеству.